# Cradle to the Grave
«Cradle to the Grave» — перший сингл американського реп-гурту Thug Life з їхнього дебютного студійного альбому Thug Life: Volume 1, виданий 4 листопада 1994 р. Є єдиним окремком з платівки, що потрапив до чартів: 25-та сходинка Hot Rap Singles і 91-ша Hot R&B/Hip-Hop Singles & Tracks.

## Список пісень
Сторона А
1. «Cradle to the Grave» (Moe-Z radio version) — 4:06
2. «Cradle to the Grave» (Moe-Z clean version) — 4:50
3. «Cradle to the Grave» (Moe-Z album version) — 6:13
4. «Cradle to the Grave» (Moe-Z instrumental version) — 6:13

Сторона Б
1. «Shit Don't Stop» (з участю Y.N.V.) — 3:47
2. «Cradle to the Grave» (Professor Jay & Syke version) — 6:18
3. «Cradle to the Grave» (Madukey mix) — 6:16
4. «Cradle to the Grave» (Madukey mix instrumental) — 6:15